# جاي كارين توماس
جاي كارين توماس (بالإنجليزية: J. Karen Thomas)‏ هي ممثلة أمريكية، ولدت في 1965، وتوفيت في 26 مارس 2015 بسبب ورم نخاعي متعدد.

## أعمال

### أفلام
- محتجز

## وصلات خارجية
- الموقع الرسمي
- جاي كارين توماس على موقع IMDb (الإنجليزية)
- جاي كارين توماس على موقع ألو سيني (الفرنسية)
- جاي كارين توماس على موقع أول موفي (الإنجليزية)
- جاي كارين توماس على موقع ديسكوغز (الإنجليزية)
- جاي كارين توماس على موقع قاعدة بيانات الفيلم (الإنجليزية)
- جاي كارين توماس على موقع كينوبويسك (الروسية)